# Manuel Araneta
Manuel Ledesma Araneta (Iloilo, 8 dicembre 1926 – Laoag, 4 luglio 2003) è stato un cestista filippino.

## Carriera
Con le Filippine ha disputato 8 partite ai Giochi della XIV Olimpiade.